# Friedrich Krauss (SA-Mitglied)
Georg Friedrich Otto „Fritz“ Krauss (* 14. März 1894 in Fürth; † 3. Januar 1955 in Berlin) war ein deutscher SA-Funktionär. Er fungierte unter anderem als Stabsführer der SA-Gruppe Berlin.

## Leben und Tätigkeit
Krauss war ein Sohn des Kaufmanns Georg Kraus (* 18. März 1859; 21. November 1917) und seiner Ehefrau Bertha Krauss, geborene König (* 20. November 1867). Als Kind besuchte Krauss die Bürgerschule in Leipzig und dann für drei Jahre eine Volksschule in Berlin sowie von 1903 bis 1911 das Humanistische Friedrich-Werdersche Gymnasium in Berlin, das er kurz vor der Prima im August 1911 verließ. Anschließend erlernte er von September 1911 bis April 1913 das Bankfach.
Vom 15. April 1913 bis 1. August 1914 war Krauss im Geschäft seines Vaters tätig, einem Maschinenhandel für Buchbinderei, Buchdruckerei und Kartonagemaschinen.
Bei Beginn des Ersten Weltkriegs meldete Krauss sich als Kriegsfreiwilliger in die Bayerische Armee, mit der er bis 1918 mit dem 6. Bayerischen Infanterieregiment am Krieg teilnahm. Während des Krieges wurde er zum Leutnant befördert (Leutnantspatent vom 30. September 1916) und mit dem Eisernen Kreuz 2. Klasse (24. Dezember 1915) ausgezeichnet.
Von 1919 bis 1932 war Krauss als selbständiger Kaufmann im Maschinenhandel tätig. Politisch betätigte er sich zunächst von 1920 bis 1926 in der Freiheitspartei, ohne dieser anzugehören, sowie ab 1925 im  Frontbann Nord in Berlin, für den er in seiner Wohnung versteckte Waffen aufbewahrte.
Zum 1. August 1929 trat Krauss unter dem Namen Crusius in die NSDAP ein (Mitgliedsnummer 143.678).
Im Zuge der Niederschlagung der Stennes-Revolte, einem Aufstand von Teilen der Berliner SA gegen die Münchener Parteiführung der NSDAP im April 1931, wurde Krauss, der zu den loyalen SA-Männern gehörte, die den Aufstand nicht mitmachten, zum 1. April 1931 zum kommissarischen Stabsführer der SA-Standarte 3 ernannt. Nach der Inhaftierung der Führers der Berliner SA Wolf-Heinrich von Helldorff und seines Stabsführers Karl Ernst aufgrund ihrer Rolle beim Kurfürstendamm-Krawall vom September 1931 fungierte Krauss vom 21. September bis 14. November 1931 als kommissarischer Stabsleiter der SA-Untergruppe Großberlin. Vom 22. Februar 1932 bis 25. Juli 1932 gehörte Krauss der SA-Standarte 3 als SA-Führer z.b.V. an (Gruppenbefehl 936 vom 22. Februar 1932).
Zum 26. Juli 1932 wurde Krauss zum Stabsführer der SA-Untergruppe Ost (die SA-Untergruppe Berlin war inzwischen zur regulären SA-Gruppe erhoben und ihr zwei eigene Untergruppen unterstellt worden) ernannt. Er war in dieser Funktion Stellvertreter des im Februar 1932 begnadigten Karl Ernst und damit einer der sechs höchsten Funktionsträger der Berliner SA. Kurz nach dem Reichstagsbrand vom 28. Februar 1933 wurde Krauss am 9. März 1933 eine Z. b. V.-Stellung im Stab der SA-Gruppe Berlin-Brandenburg zugewiesen.
Vom 20. April 1933 bis 28. Februar 1934 war Krauss Schriftleiter und Redakteur der Tageszeitung Der Angriff. Vom 1. März 1934 bis 30. Juni 1934 fungierte Krauss als Stabsführer der SA-Brigade 6 in Danzig.
Nach der Liquidierung eines Großteils der Führung der SA-Gruppe Berlin-Brandenburg im Zuge der Röhm-Affäre vom Sommer 1934 wurde in den folgenden Wochen eine umfassende politische Säuberung und Reorganisation unter dem Berliner SS-Chef Kurt Daluege durchgeführt. Dieser berief u. a. Krauss in den von ihm eingesetzten Untersuchungsausschuss, der in erster Linie überprüfen sollte, ob sich einzelne führende Berliner SA-Mitglieder in den vergangenen Jahren jeweils politisch belastbar verhalten hatten. Vor allem war Krauss vom 5. Juli bis 5. Oktober 1934 als Beauftragter Dalueges anstelle des erschossenen Wilhelm Sander mit der Führung der Geschäfte des Stabsführers der Gruppe Berlin-Brandenburg beauftragt.
In den folgenden Jahren arbeitete Krauss als Abteilungsleiter im Reichsbund der deutschen Beamten.
Während des Zweiten Weltkriegs wurde Krauss als Offizier reaktiviert. Er wurde nacheinander zum Oberleutnant (1. September 1941) und Hauptmann (1. September 1942) befördert.
Krauss starb im Januar 1955 an Leberkrebs, Kachexie und Anämie im Städtischen Krankenhaus Steglitz in Berlin-Lankwitz.

## Familie
Am 15. April 1937 heiratete Krauss in Berlin-Tempelhof Paula Maria Wolf (* 25. April 1911 in Frankfurt am Main). Aus der Ehe gingen der Sohn Dieter (* 30. Dezember 1937) und die Tochter Steffi (13. Dezember 1940) hervor.

## Beförderungen
- 9. September 1932: SA-Standartenführer[5]
- 9. November 1934: SA-Oberführer

## Nachlass
Personalunterlagen zu Krauss haben sich im Bundesarchiv Berlin erhalten: Namentlich existieren im ehemaligen BDC eine PK-Akte und eine SA-Akte.